# الکساندر بلینوف (سوارکار)
الکساندر بلینوف (انگلیسی: Aleksandr Blinov؛ زادهٔ ۱۹ اوت ۱۹۵۴) سوارکار اهل اتحاد جماهیر شوروی سوسیالیستی بود.